# Benton, Illinois
Benton är en stad (city) i Franklin County, i delstaten Illinois, USA. Enligt United States Census Bureau har staden en folkmängd på 7 099 invånare (2011) och en landarea på 14,2 km². Benton är huvudort i Franklin County.